# James Gregory (Mathematiker)

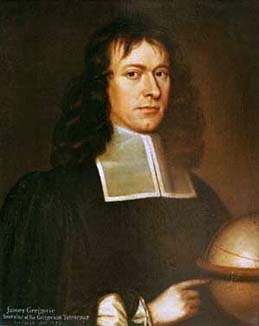
James Gregory, unbekannter Künstler

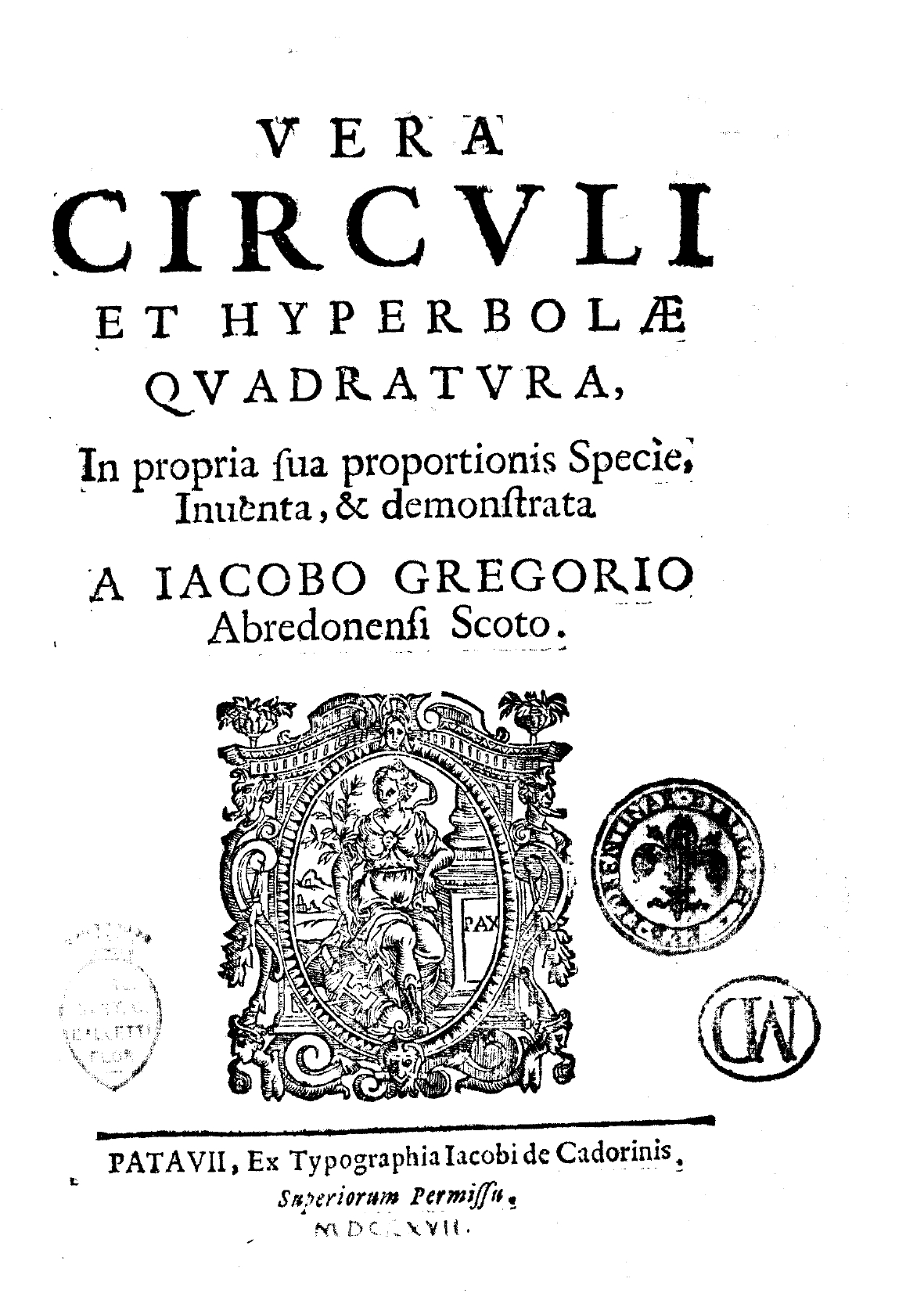
Titelseite von Vera circuli et hyperbolae quadratura, 1667

James Gregory (* November 1638 in Drumoak bei Aberdeen; † Oktober 1675 in Edinburgh) war ein schottischer Mathematiker und Astronom. Er fand wesentliche Resultate der Analysis vor oder gleichzeitig mit seinen Zeitgenossen, publizierte jedoch wenig. Im Zuge seiner optischen Forschungen entwickelte er das Gregory-Teleskop, das bis etwa 1800 weit verbreitet war.

## Leben und Wirken
Der Pfarrersohn James Gregory wurde bereits früh von seiner Mutter in Mathematik und Geometrie unterrichtet. Er besuchte das Marischal College in Aberdeen, wo er sich bis zu seinem Abschluss 1657 hauptsächlich mit Astronomie und mathematischer Optik befasste.
1663 veröffentlichte Gregory ein Buch über seine Forschungen in der Optik, die Optica Promota. Darin beschäftigte er sich mit Linsen, Reflexion, Brechung, Parallaxen und verwendete erstmals fotometrische Methoden, um die Entfernung von Fixsternen abzuschätzen. Er schlug auch vor, Venustransite zur Bestimmung der astronomischen Einheit zu beobachten, ein Vorschlag, der später von Edmund Halley ohne Erwähnung der Priorität Gregorys wiederholt wurde. Seine bedeutendste Entwicklung war die Beschreibung eines Spiegelteleskops, das mit einem sekundären konkaven Spiegel das reflektierte Licht des primären Parabolspiegels durch ein kleines Loch im Primärspiegel auf das Okular lenkt. Als Gregory-Teleskop bekannt, wurde diese Bauform bis in das 19. Jahrhundert verwendet.
Für sein Buch fand er zwar 1663 einen Verleger in London, allerdings keinen Handwerker, der die erforderlichen Spiegel für sein Teleskop hätte herstellen können. Dies sollte erst zehn Jahre später Robert Hooke gelingen.
Von London aus reiste Gregory 1664 über Paris nach Padua, wo er in Zusammenarbeit mit Stefano degli Angeli (1623–1697) an der Berechnung von Kreis- und Parabelflächen durch unendliche konvergente Reihen arbeitete. Dort entstand 1667 das Buch Vera circuli et hyperbolae quadratura, in dem er sich mit den Grundlagen der Differentialrechnung beschäftigte und Geometriae pars universalis (1668), das den ersten bekannten Beweis für den Hauptsatz der Analysis enthält. Im gleichen Werk versuchte er, die unbekannten Entfernungen heller Sterne abzuschätzen. Für Sirius erhielt er durch fotometrischen Vergleich mit Sonne und Jupiter 1,25 Lichtjahre (statt 8.6 LJ), doch erstmals war die Größenordnung zutreffend.
Nach seiner Rückkehr nach London wurde Gregory am 11. Juni 1668 als Mitglied („Fellow“) in die Royal Society gewählt. Im selben Jahr erhielt er den speziell für ihn eingerichteten Regius-Lehrstuhl für Mathematik an der Universität St Andrews. Sicher ist, dass er in diesem Sommer die Taylor-Reihen von Sinus und Kosinus sowie des Tangens kannte. Letzteres erschloss neue Wege bei der Berechnung der Kreiszahl {\displaystyle \pi }. Ein Jahr später heiratete er in St Andrews Mary Jamesome, die Mutter von zwei Töchtern und einem Sohn wird.
In St. Andrews folgten weitere bedeutende Leistungen, wie zum Beispiel 1671 die unabhängige Entdeckung der Taylor-Formel, die Brook Taylor selbst erst 1715 veröffentlichte. Viele dieser Arbeiten finden sich nur in Briefen an Kollegen, da Gregory nach einem Plagiats-Streit mit Christiaan Huygens nur noch wenig publizierte.
James Gregory entdeckte die Beugung von Licht durch Vogelfedern und untersuchte die dabei auftretenden Beugungsmuster.
Nach langwierigen Streitigkeiten mit Kollegen und der Universitätsleitung in St. Andrews, die ihm zeitweilig sogar das Gehalt sperrte, folgte Gregory 1674 einem Ruf auf den neu gestifteten Lehrstuhl für Mathematik an der Universität Edinburgh. Ein Jahr nach seiner Berufung erlitt er bei der Beobachtung der Monde des Jupiter einen Schlaganfall, dem er wenige Tage später erlag.
James Gregory war der Großvater des Philosophen John Gregory und der Onkel des Mathematikers David Gregory.

## Ehrungen
1970 wurde der Mondkrater Gregory nach ihm benannt.

## Schriften (Auswahl)
- Optica promota, seu abdita radiorum reflexorum & refractorum mysteria, geometrice enucleata; cui subnectitur appendix, subtilissimorum astronomiae problematon resolutionem exhibens. London 1663 (Digitalisat).
- Vera circuli et hyperbolae quadratura, in propria sua proportionis specie, inuenta, & demonstrata. Padua 1667 (Digitalisat).
- Geometriae pars universalis inserviens quantitatum curvarum transmutationi & mensurae. Padua 1668 (Digitalisat).
- Exercitationes geometricae. London 1668 (Digitalisat).
- The great and new art of weighing vanity, or, A discovery of the ignorance and arrogance of the great and new artist, in his pseudo-philosophical writings by M. Patrick Mathers, Arch-Bedal to the University of S. Andrews ; to which are annexed some Tentamina de motu penduli & projectorum. Glasgow 1672 (Volltext, Digitalisat) – unter dem Pseudonym Patrick Mathers.